# DeSoto Series K-SA
DeSoto Series K-SA – samochód osobowy klasy średniej produkowany pod amerykańską marką DeSoto  w latach 1928–1930.

## Historia i opis modelu

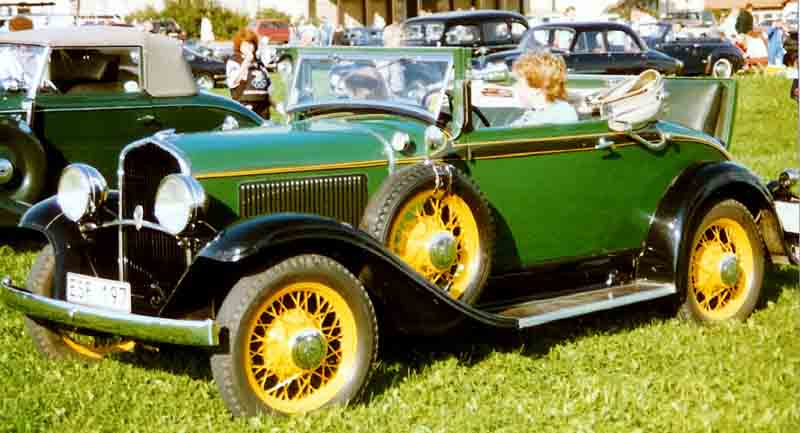
DeSoto SA

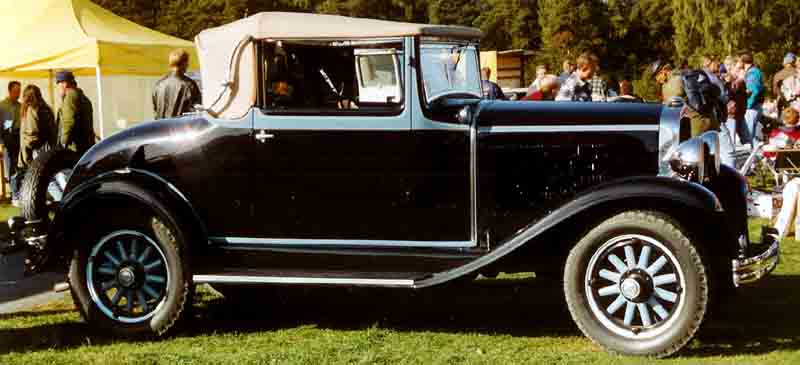
DeSoto CF

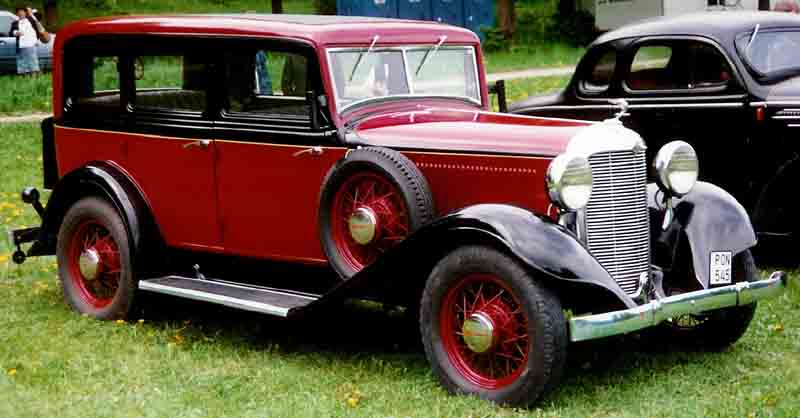
DeSoto SC

### Początki marki
Aby konkurować skuteczniej z General Motors, Chrysler potrzebował nowego samochodu klasy średniej. Toczyły się rozmowy w sprawie zakupu firmy Dodge, przedłużały się on jednak bez osiągnięcia rezultatu, wobec czego stworzono własną markę. Zaprezentowane publicznie 4 sierpnia 1928 jako model na rok 1929, samochody serii K nazwano DeSoto, co odzwierciedlało panującą ówcześnie w USA modę na hiszpańskie nazwy i motywy. Nowa marka mieściła się w przedziale cen pomiędzy 845 a 955 dolarów. Odniosła sukces komercyjny – sprzedano ponad 80.000 szt. Pierwszy rocznik serii K napędzany był silnikiem R6 o pojemności 175 cali sześciennych i mocy 55 KM.
31 sierpnia 1928 Walter P. Chrysler dokonał zakupu firmy Dodge, tworząc tym samym w swoim koncernie parę marek, rywalizujących o ten sam rynek.

### Powstanie modelu CF i CK
W styczniu 1930 w serii K wprowadzono silnik ośmiocylindrowy, tworząc tym samym model CF. Była to również rzędowa jednostka o pojemności 207 cali sześciennych i mocy 70 KM. Budowany na ramie o długości 114 cali model CF występował we wszystkich wariantach nadwoziowych serii K oraz dodatkowo jako kabriolet z dodatkowym rozkładanym siedzeniem w bagażniku (ang. Rumble Seat). Ceny zawierały się w przedziale 965-1.075 dolarów, cenowo samochód konkurował z modelami Grahama i Hudsona.
Sześciocylindrowa seria K pozostawała bez zmian do maja 1930, kiedy to zaprezentowano model CK. Ramę skrócono do 109 cali, umożliwiając jej montaż również w modelu DD Dodge'a, podobnie sześciocylindrowy silnik o pojemności 189 cali i 60 KM. Pomimo dużego pokrewieństwa konstrukcyjnego i stylistycznego oraz nieco niższych cen (810-945 dolarów), Dodge DD sprzedawał się lepiej niż DeSoto CK (stosunek sprzedanych egzemplarzy wyniósł 3:1). Sloganem reklamowym modelu CK było hasło "Lepsza Szóstka" (ang. Finer Six). Produkcję modelu CK zakończono w listopadzie 1930, kiedy trwał już rok modelowy 1931.

### Powstanie modelu
Kontynuowano produkcję ośmiocylindrowego CF jako tzw. Pierwszą Serię roku 1931. Od stycznia 1931 rozpoczęto montaż  220-calowych ośmiocylindrowych silników z Dodge'a.
W styczniu 1931 powstał następca CK, model SA. Był to również samochód sześciocylindrowy, konstruowany na 109-calowej ramie, ale nowy jest silnik – 205-calowy, o mocy 67 KM. Ogólna wysokość samochodu została obniżona, wydłużono maskę.
Wielki kryzys wpłynął na sprzedaż wszystkich producentów, nie pozwalając na ocenę, czy wprowadzone zmiany cieszyłyby się powodzeniem u klientów. Produkcja i sprzedaż spadła do 32.000 szt.

### Model SC
Rok modelowy 1932 zaczął się tradycyjnie w lipcu 1931, przynosząc jedynie kontynuację produkcji DeSoto SA i CF.
W styczniu 1932 pojawia się powiększony SA – zarówno pod względem wymiarów jak i silnika, stając się modelem SC. W marcu 1932 zakończono produkcję wcześniejszych wersji SA i CF. Zawieszono tym samym produkcję ośmiocylindrowych DeSoto, nie pojawi się bowiem następca DeSoto CF. Kolejnym ośmiocylindrowym samochodem tej marki będzie Firedome.
Po raz pierwszy porzucono zwyczaj lipcowej prezentacji nowych modeli, i produkcja rocznika '32 trwała do grudnia 1932.